# Cajari
Cajari is een gemeente in de Braziliaanse deelstaat Maranhão. De gemeente telt 13.170 inwoners (schatting 2009).
De gemeente grenst aan Viana, Monção, Vitória do Mearim en Penalva.